# Stefan Strzelczyk

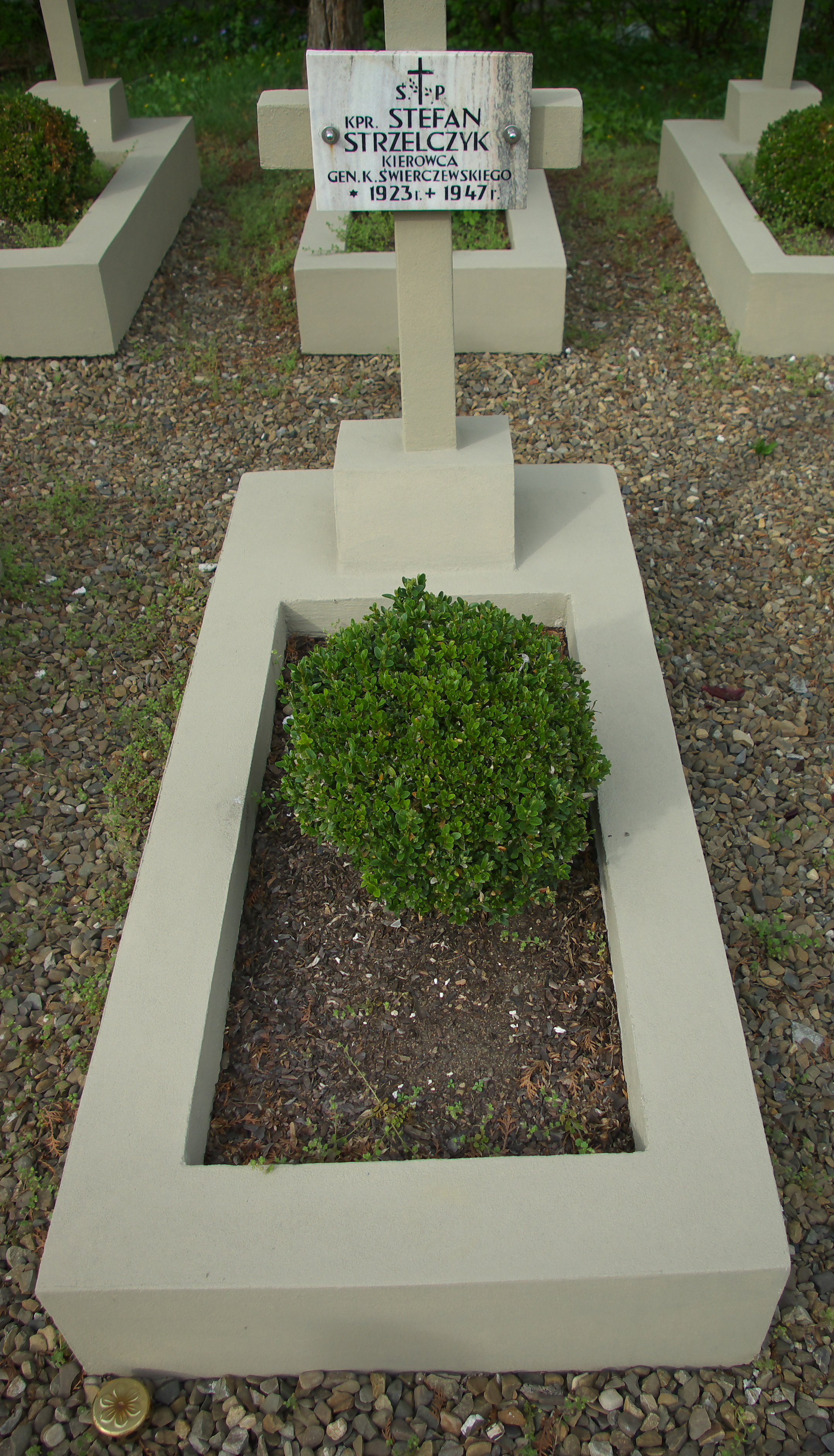
Nagrobek Stefana Strzelczyka w Sanoku

Stefan Strzelczyk (ur. 1923, zm. 28 marca 1947 pod Jabłonkami) – kapral ludowego Wojska Polskiego.

## Życiorys
Urodził się w 1923 jako syn Władysława.
Po II wojnie światowej w stopniu kaprala bombardiera wzgl. kanoniera był żołnierzem 34 pułku piechoty w strukturze 8 Dywizji Piechoty, stacjonującej w Sanoku. Podczas inspekcji prowadzonej 28 marca 1947 w południowo-wschodniej Polsce przez gen. broni Karola Świerczewskiego prowadził pojazd dodge wiozący generała i zginął tego dnia podczas zasadzki sotni „Chrina” i „Stacha” Ukraińskiej Powstańczej Armii pod Jabłonkami, próbując zawrócić pojazd na szosie. W tym zdarzeniu śmierć ponieśli także sam generał i adiutant generała ppor. Józef Krysiński.
Tuż po zdarzeniu faktycznie został odznaczony Orderem Krzyża Grunwaldu III klasy (formalnie postanowieniem z 16 kwietnia 1947 prezydenta RP Bolesława Bieruta na wniosek Ministra Obrony Narodowej Michała Żymierskiego za bohaterskie zachowanie się w walce z ukraińskimi bandami faszystowskimi, w której zginął gen. broni Świerczewski Karol).
Pogrzeb ppor. Józefa Krysińskiego i kpr. Stefana Strzelczyka odbył się 30 marca 1947 na cmentarzu w Sanoku pod przewodnictwem proboszcza miejscowej parafii ks. Antoniego Porębskiego. Pogrzeb miał manifestacyjny charakter i uczestniczyli w nim mieszkańcy Sanoka i okolic.